# Mira (Itália)

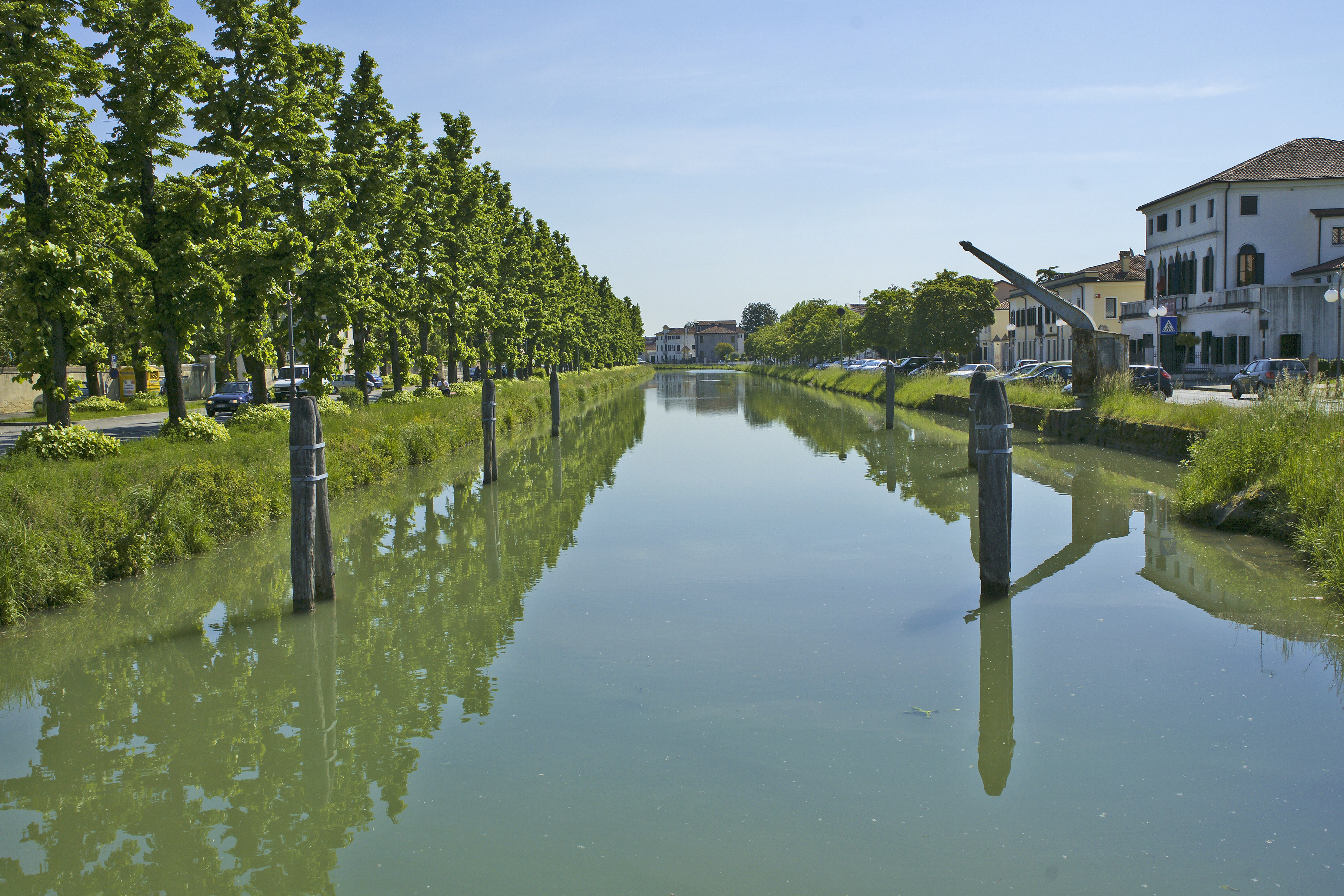
Naviglio del Brenta

Mira é uma comuna italiana da região do Vêneto, província de Veneza, com cerca de 36.445 (31/12/2002) habitantes. Estende-se por uma área de 98,91 km², tendo uma densidade populacional de 365 hab/km². Faz fronteira com Campagna Lupia, Dolo, Mirano, Pianiga, Spinea, Venezia.

## Demografia
| Variação demográfica do município entre 1861 e 2011                               |
|                                                                                   |
| Fonte: Istituto Nazionale di Statistica (ISTAT) - Elaboração gráfica da Wikipedia |